# Tahat
El monte Tahat (en árabe: جبل تاهات‎) es una montaña de origen volcánico y el pico más alto del macizo de Ahaggar y de Argelia (3003 m s. n. m.). Se encuentra a 56 km N de Tamanrasset, la población más cercana, y a 1511 km SSE de Argel.
Se encuentra en el macizo de Ahaggar (también llamado Hoggar), en el centro del desierto del Sáhara, al sur del país. La zona en la que se encuentra la montaña está habitada por los tuaregs, un pueblo bereber de habla tamazight.

## Entorno y clima
Las montañas del Hoggar están constituidas básicamente por roca volcánica. El clima de la montaña y sus alrededores es seco, desértico y árido. No obstante, la altura a la que se encuentra hace que las temperaturas sean más suaves que el resto del desierto; durante un día de primavera, la temperatura es de aproximadamente 25ºC y durante la noche baja a temperaturas de hasta 7ºC bajo cero.
La lluvia es rara y aparece de forma ocasional. Más inusual aun es que caiga en forma de nieve. 
El terreno es muy rocoso y el relieve es escarpado, abrupto y accidentado. Alejándose de la zona montañosa y rocosa se pueden apreciar las primeras dunas de arenas. 

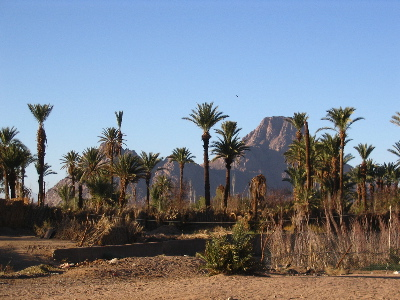
Palmeras en Ahaggar con el Tahat al fondo

## Población, vegetación y fauna

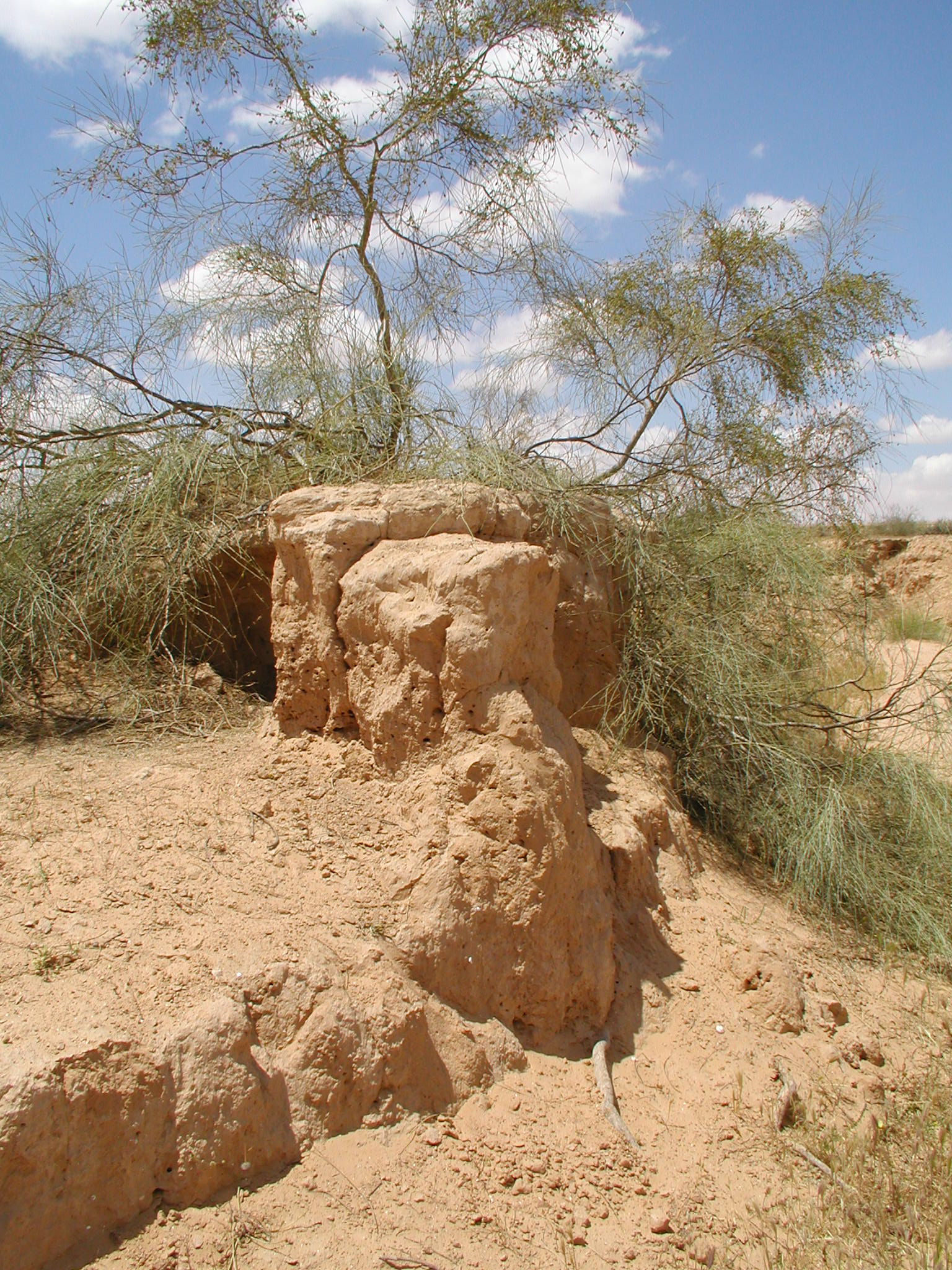
Tamarisco de Argelia

Como el clima es menos extremo, Ahaggar es más flexible en su biodiversidad que otras zonas del Sáhara. Ahaggar tiene un microecosistema que afecta también a Tahat.
La vegetación en el Tahat es nula a excepción de las zonas más bajas de las laderas del monte, que se basa en matorrales esporádicos (estepa) que aguantan la sequedad y la falta de agua (como el tamarisco) y palmeras datileras en el pie de la montaña.
En cuanto a animales, muchos son aves migratorias. Entre los animales protegidos se encuentran la gacela dorca, el damán y el arruí.
Los habitantes del tahat son básicamente tuaregs nómadas. Estos viven de los oasis cercanos a Tamanrasset y de sus rebaños de cabras u ovejas.